# Shine a Light (지드래곤의 투어)
《Shine a Light》는 지드래곤의 첫 번째 단독 콘서트 투어로 그의 첫 솔로 앨범 〈Heartbreaker〉 발매 이후 개최되었다.

## 기획
지드래곤의 데뷔 이후 첫 단독 콘서트이다. 지드래곤은 지난 10여 년간 YG 엔터테인먼트의 연습생으로 시작해, 최정상의 그룹 빅뱅의 리더가 되기까지 솔로 가수로서의 이야기를 담은 공연이다. 2009년 10월 28일 진행된 티켓 1차 예매에서 10분만에 1만 2000석이 전부 매진되는 기염을 토했다. 10월 29일 YG 엔터테인먼트는 지드래곤의 첫 솔로 콘서트 'Shine a Light' 1차 예매에서 10분만에 1만 2000석 티켓이 모두 팔렸다고 밝혔다. 예매를 진행한 11번가에 의하면 이날 동시 접속자 수가 10만여 명을 기록하며 10:1의 경쟁률을 기록하며 치열한 티켓전쟁을 치렀다. 2차 예매는 10월 30일 진행되었다. 또한, 2009년 하반기 국내 공연계에서 소극장 공연 매진사례는 더러 있었지만 대규모 공연장인 체조경기장을 매진시킨 사례는 지드래곤이 처음이였다.
2009년 12월 5일과 6일 이틀 동안 서울 올림픽공원 체조경기장에서 열린 이날 콘서트에서 지드래곤은 "Heartbreaker"로 공연을 시작해 "
Gossip Man", "소년이여" 등 총 16곡을 소화하며 120분을 뜨겁게 달궜다. 공연 중간에는 어린 시절 영상을 선보이며 그가 연습생 시절 참여했던 노래 "내 나이 열셋", "Strom", "멋쟁이 신사" 등을 메들리로 들려줬고, 7살 때 '꼬마 룰라'로 활동하며 "날개잃은 천사"를 방송에서 부르던 시절의 영상이 이어지며 룰라가 깜짝 게스트로 등장해 함께 스페셜 무대를 꾸미기도 했다. 지드래곤은 이 날 공연 말미에 “13살 때 노래가 아닌 음악을 하고 싶다는 어린 생각을 했다. 3년 전 소중한 네 명의 친구와 빅뱅이라는 이름으로 무대에 섰다. 그리고 지난 8월 18일 나의 생에 첫 솔로 음반이 나왔다. 매 순간이 뜻깊고 소중한 기억이지만 올해만큼 떨리고 벅찬 순간은 없었다. 나 하나를 위해 많은 분이 와주셔 지금까지 있었던 어려움이 잊히고 힘이 난다.”며 팬들에 고마움을 전했고, “지금까지 해왔던 10년보다 앞으로 보여줄 10년을 기대해달라. 그 자리에서 기다려 준다면 갚진 선물로 찾아가겠다.”고 첫 단독 콘서트에 대한 벅찬 마음을 드러내며 성황리에 공연을 마무리했다.

## 선정성 논란
이 콘서트에서 지드래곤은 자신의 첫 솔로 앨범 Heartbreaker의 수록곡 "Breathe"를 부를 때 침대위 여성 댄서와 성행위를 연상시키는 퍼포먼스로 인해 공연을 보러 온 청소년 앞에서 음란행위를 했다는 공연음란죄 여부로 논란이 되었다. 이후 보건복지부가 수사를 의뢰하게 되었고, 문제가 된 공연에 대해 청소년보호법 위반과 형법상 공연음란죄 여부에 대해 검찰은 무혐의 처분을 내렸다. YG 엔터테인먼트는 지드래곤의 솔로 콘서트 음란논란에 대한 공식 입장을 밝히며 사과했다.
2010년 3월 15일, 발매된 콘서트 실황을 담은 그의 DVD 앨범에서는 논란이 된 공연 영상은 삭제되었다.

## 스페셜 게스트
- 세븐[9]
- 룰라
- CL
- 박산다라
- 테디
- KUSH
- BIGBANG

## 투어 일정
| 날짜            | 도시 | 국가     | 장소                   | 관객 수       |
| --------------- | ---- | -------- | ---------------------- | ------------- |
| 2009년 12월 5일 | 서울 | 대한민국 | 올림픽 공원 체조경기장 | 통산 26,000명 |
| 2009년 12월 6일 | 서울 | 대한민국 | 올림픽 공원 체조경기장 | 통산 26,000명 |